# تپه توپدرخت
تپه توپ درخت مربوط به دوران پیش از تاریخ ایران باستان است و در شهرستان مشهد، بخش مرکزی، روستای توپ درخت واقع شده و این اثر در تاریخ ۱۰ مهر ۱۳۸۰ با شمارهٔ ثبت ۴۰۲۸ به‌عنوان یکی از آثار ملی ایران به ثبت رسیده است.
تپه توپ درخت، محوطه ای است وسیع که از تخریب و انهدام زیستگاه های اقوام قدیم حاصل شده است. این محوطه بر روی تپه ای طبیعی که از رسوبات کشف رود تشکیل شده، قرار گرفته است. بر روی محوطه مقدار بسیار زیادی از قطعات ظروف سفالین منقوش و ساده، سردوک و دست آس های سنگی وجود دارد که گویای غنای فرهنگی دیرینگی و استقرار طولانی مدت اقوام مختلف از هزاره پنجم تا اول قبل از میلاد می باشد. با توجه به سفالینه های موجود و طیف زمانی آنها می توان انتظار داشت که این زیستگاه در حد فاصل زمانی بین تپه های دوین و قره تپه قرار داشته است، به این ترتیب که پس از یک دوره زمانی مشترک با قره تپه و سپس متروکه شدن آن دو ، دوره توپ درخت مورد استفاده قرار گرفته و بنا به دلایلی نامعلوم در هزاره سوم از رونق افتاده و به تدریج ساکنین آن در محل تپه دوین مستقر شده و به حیات خود تا دوره تاریخی ادامه دادند. به استناد سفالها و شواهد سطحی توپ درخت یکی ازشهرهای عمده دست توس در دوره برنزبوده و می تواند ابهامات زیادی را از پیش از تاریخ منطقه و ایران برطرف کند.

## تاریخچه
روستای توپ درخت از کهن ترین روستاهای شرق ایران به شمار می آید، که در دوران پیش از تاریخ به عنوان یکی از زیستگاه های مهم انسان ایرانی در کانون تمدن کشف رودشناخته می شود. توپ درخت، با توجه به یافته های باستان شناسی، بیش از ۶۰۰۰ سال قدمت دارد، اما به نظر می رسد که از آبادانی و رونق آن در هزاره نخست اسلامی کاسته شده و در عصر صفویه دوباره در ویرانه های بناهای باستانی آن روستای جدیدی سربرآورده یا ساکنان جدیدی در این منطقه اقامت نموده باشند. نخستین گزارش رسمی و مستند از این روستا، به حدود ۱۵۰ سال پیش تعلق دارد، جایی که علی نقی حکیم الممالک، که در رکاب ناصرالدین شاه قاجار در ۱۲ صفر۱۲۸۴ هجری قمری ۲۵ خرداد ۱۲۴۶ به مشهد سفر کرده، نام این روستا را به شکل «توت درخت» ثبت کرده است. در دوره قاجاریه وضعیت اقتصادی آن چنین گزارش شده است: جمعیت: ۲۰ خانوار و  مالیات یازده و یک چهارم خروار غله ۲۰۰ تومان نقد.  هسته اولیه روستا در شمال آن، یعنی در کنار تپه باستانی توپ درخت شکل گرفته است. مرحله اول توسعه آبادی در جنوب هسته اولیه قرار گرفته و گسترش کمی دارد و در بازه زمانی سال های ۱۳۳۰ تا اصلاحات ارضی به وقوع پیوسته است. مرحله دوم توسعه در دهه چهل و پنجاه و در جهت جنوب هسته اولیه و بافت مرحله نخست صورت گرفته و تأثیر استفاده از مصالح و فرم بناهای شهری در آن به خوبی مشهود است. مرحله سوم که پس از  انقلاب اسلامی و به توسعه بخش جنوب غربی روستا انجامیده، به ایجاد یک روستای کوچک شهرنما با مصالح خاص شهری و رشد شدید ساختما نسازی منجر شده است.

## وجه تسمیه
این روستا در گذشته به شکل توت درخت(Tut Derakht) هم نوشته شده است. توپ درخت، از روستاهای کهن حاشیه کلان شهر مشهد است که ساکنان آن ترکیبی از نام گیاهان و درخت را برای روستای خود برگزیده اند. در شهرستان مشهد، نام واژه هایی با ریشه نام درخت و گل و گیاه کم نیستند، از جمله، توپ درخت، کج درخت، برگ، بوته گز، درخت بید، سنجدک، سیرزار، باغچه، بیدک، بوته مرده، درخت سفیدار. نام واژه جغرافیایی توپ درخت در جغرافیای سیاسی ایران منحصر به فرد است و در باره وجه تسمیه آن دو دیدگاه کلی وجود دارد: دیدگاه اول:چون این روستا دارای قدمتی چندهزار ساله بوده و حتی نام آن در گزارش های دوره صفویه، افشاریه، زندیه و قاجاریه، بارها و بارها آورده شده است، منطقی به نظر می رسد که دارای توتستان های وسیعی بوده و نام آن توت درخت بوده که به مرور به توپ درخت تبدیل شده است.
دیدگاه دوم:با آن که در گویش خراسانی توپ به معنای جست و جستن است، توپ زدن به معنی جست و خیز کردن، توپَک به مفهوم جست و خیز، توپ کَشی به معنی کار پر رنج و زحمت، اما برخی از اهالی بر این باورند که در این جا یک اصطلاح ترکیبی و تمثیلی و به معنای مکانی که درختان بسیاری در آن وجود دارد (مشابه اصطلاح کنونی وضعیت توپِ اشخاص)، می باشد. هرچند احتمال این معنا که برای رشد درختان آن تلاش و زحمت بسیاری انجام شده،دور از ذهن به نظر نمی رسد.